# Karen Thurøe Hansen
Karen Thurøe Hansen, född Nielsen 16 januari 1918 i Kolding, död 17 september 2009, var en dansk politiker (Det Konservative Folkeparti) och folketingsledamot 1970-1987.
Karen Thurøe Hansen var dotter till gårdsägaren Sofus M. Nielsen och Karen Mathilde Jensen. Hon tog realexamen från en flickskola i Vejle 1933 och därefter handelsexamen 1935. Hon genomgick därefter utbildning i detaljhandel vid C. Schous Fabrikker A/S (1934-1936) och arbetade som kringresande försäljare (1936-1938). Därefter var hon föreståndare för ett parfymeri i Kolding (1939-1942) och gifte sig med direktören Peter Andreas Thurøe Hansen 1941. Hon var därefter hemmafru, men trivdes inte med detta, och började engagera sig i Konservativ Ungdom.
Karen Thurøe Hansen blev invald i Horsens stadsråd (da: byråd) 1962 för Det Konservative Folkeparti, ett mandat hon innehade till 1974. Där satt hon bl.a. i socialnämnden och børneværnet. Hon var även ledamot i Skanderborg amts skolråd (1962-1970) och sekreterare för amtets skolkommittéer och föräldraföreningar (1965-1970). Hon innehade flera uppdrag inom partiet; hon var ledamot i partiets kommunalutskott (från 1965) och kvinnoutskott (från 1965) samt i partistyrelsen (från 1975). Hon kom in i Folketinget som suppleant 1970, ett år före valet, och innehade detta mandat till 1987. Hon var bland annat ordförande av grönlandsutkottet, men kom främst att engagera sig i frågor som rörde familjer, barn och äldre. Hon var delegat i FN:s generalförsamling 1972 och ledamot i partigruppen i Folketinget från 1979. Hon var ordförande av partiets kvinnoförbund, Konservative Kvinder, från 1979, vice ordförande av partiets folketingsgrupp (1981-1986) och ledamot i Radiorådet (1986-1987). Vidare ingick hon i den danska delegationen i Interparlamentariska unionen (från 1982) och Nordiska rådet (1982-1987). I samband med en ommöblering i Poul Schlüters borgerliga regering 1984 var Karen Thurøe Hansen på tal som ny kyrkominister, vilket motverkades av regeringspartiet Venstre. Istället utsågs Mette Madsen (Venstre) till den befattningen.
Vid sidan om sitt politiska arbete har Karen Thurøe Hansen varit styrelseledamot i Landsforeningen til Bekæmpelse af Øjensygdomme og Blindhed och engagerad i Grænseforeningen.